# هاكون ولي عهد النرويج
الأمير هاكون ماغنوس (مواليد 20 يوليو 1973)، ولي عهد النرويج. تولّى ولاية العهد في يناير من عام 1991 بعد أن صعد والده الملك هارالد الخامس إلى العرش.

## دراسته وعمله
عمل كضابط في البحرية الملكية النرويجية وذلك أثناء دراسته في الأكاديمية البحرية النرويجية، ثم سافر إلى الخارج، وحصل على درجة البكالوريوس في الآداب في العلوم السياسية من جامعة كاليفورنيا، بركلي في عام 1999. ثم حضر دروس في الدراسات القانونية في جامعة أوسلو. وعمل لفترة في إطار السلك الدبلوماسي النرويجي خصوصًا في الأمم المتحدة حيث أُوكلت إليه عدة مهام رسمية. وفي عام 2003 أكمل تعليمه في كلية لندن للاقتصاد، حيث حصل على درجة الماجستير في دراسات التنمية والمتخصصة في التجارة الدولية وأفريقيا.

## زواجه وأبنائه
في 25 أغسطس 2001 تزوج من امرأة من عامة الشعب تدعى ميته ماريت تشسيم هويبي، وهي أم عازبة. وقد رأى النرويجيون عندما أعلن عن ارتباطه بها إن اختياره خاطئ وفي غير محله، وذلك ليس لأن لديها ابن بل لأن والد هذا الابن مُدان بجرائم مخدرات.
وأنجبا بعد الزواج:
- الأميرة إنغريد ألكسندرا (ولدت في 21 يناير 2004)
- الأمير سفره ماغنوس (ولد في 3 ديسمبر 2005)

## روابط خارجية
- هاكون ولي عهد النرويج على موقع IMDb (الإنجليزية)
- هاكون ولي عهد النرويج على موقع الموسوعة البريطانية (الإنجليزية)
- هاكون ولي عهد النرويج على موقع الموسوعة البريطانية (الإنجليزية)
- هاكون ولي عهد النرويج على موقع مونزينجر (الألمانية)
- هاكون ولي عهد النرويج على موقع قاعدة بيانات الفيلم (الإنجليزية)
- هاكون ولي عهد النرويج على موقع أوليمبيديا (الإنجليزية)